# Fernand Rouillon
Fernand Marie Joseph Rouillon (* 11. Dezember 1920 in Condrieu; † 3. März 2000) war ein französischer Diplomat.

## Leben
Fernand Marie Joseph Rouillon war der Sohn von Marguerite Bassieux und Albert Rouillon.
1946 heiratete er Annick Chavoix.
Er studierte am Tivoli College, politische Wissenschaft an der Universität Bordeaux.
1974 leitete er am Quai d’Orsay die Abteilung Ostafrika. Von 30. April 1975 bis 3. Dezember 1981 war er Botschafter in Damaskus.
| Vorgänger   | Amt                                                                     | Nachfolger    |
| ----------- | ----------------------------------------------------------------------- | ------------- |
| André Nègre | Französischer Botschafter in Syrien 30. April 1975 bis 3. Dezember 1981 | Henri Servant |